# Бертло, Сабен
Сабе́н Бертло́ (фр. Sabin Berthelot, 14 жерминаля II (3 апреля 1794) — 10 ноября 1880) — французский ботаник, натуралист (естествоиспытатель) и этнолог.

## Биография
Сабен Бертло родился в городе Марсель 14 жерминаля II года Республики (3 апреля 1794 года).
В 1820 году впервые посетил Канарские острова. Сабен Бертло провёл часть своей жизни на Канарских островах, где он был французским консулом на Тенерифе.
Сабен Бертло умер в городе Санта-Крус-де-Тенерифе 10 ноября 1880 года. В его честь назван канарский конёк (Anthus berthelotii).

## Научная деятельность
Сабен Бертло специализировался на папоротниковидных, Мохообразных и на семенных растениях.

## Научные работы
- Philip Barker Webb, Sabin Berthelot: L’Histoire Naturelle des Îles Canaries. Béthune (Paris) 1836—1844[3].
- Les Guanaches. 1841, 1845.
- La Conquète des canaries. 1879.
- Antiquités Canariennes. 1879.